# GeoEye-1
GeoEye-1 – sztuczny satelita optycznej obserwacji Ziemi; własność spółki GeoEye, dawniej Orbimage, która dysponuje dodatkowo satelitami IKONOS i OrbView-2. Umieszczony na orbicie okołobiegunowej 6 września 2008.

## Działanie
Misję satelity przewidziano na ponad 10 lat. Jej całość (projekty, statek i urządzenia optyczne, start, obsługa, ubezpieczenie, wynajem stacji naziemnych) szacowana jest na 502 mln USD.
Satelita porusza się po orbicie heliosynchronicznej, co pozwala na pozyskiwanie zdjęć w powtarzalnych warunkach oświetleniowych. Satelita GeoEye będzie dopełnieniem satelitów IKONOS i będzie zbierał dane około 40% szybciej w systemie panchromatycznym (ok. 700 000 km²/dobę) i około 25% szybciej przy obrazach kolorowych.

## Budowa i wyposażenie
Głównym wykonawcą i integratorem satelity jest General Dynamics Advanced Information Systems, na mocy kontraktu zawartego w grudniu 2004. Detektory optyczne dostarczyło ITT, które produkuje je również dla amerykańskich satelitów wywiadowczych. Statek został zbudowany na platformie SA-200HP.
Satelita dysponuje sprzętem obserwacyjnym zapewniającym najwyższą rozdzielczość obrazu wśród satelitów komercyjnych. Będzie dostarczał materiał zdjęciowy czarno-biały o rozdzielczości do 41 cm i kolorowy o rozdzielczości do 165 cm (oba w nadirze).
Z powodu obostrzeń prawnych, fotografie o rozdzielczości poniżej 50 cm będą do dyspozycji rządu USA i wyznaczonych przez niego podmiotów.
Satelita umożliwi też geolokalizację obiektów na powierzchni Ziemi z dokładnością 3 m (bez naziemnych punktów odniesienia).
Satelita będzie obserwował Ziemię w 5 pasmach fal elektromagnetycznych z głębią 11 bitów/piksel:
- panchromatycznym, 450–800 nm
- niebieskim, 450–510 nm
- zielonym, 510–580 nm
- czerwonym, 655–690 nm
- podczerwonym, 780–920 nm

Szerokość fotografowanego obszaru wynosi 15,2 km.
Dane są gromadzone w rejestratorze o pojemności 1,2 Tb. Transfer na Ziemię odbywa się w paśmie X z prędkością 150 lub 740 Mbps. Głównym procesorem satelity jest RAD750 z automatycznie uruchamianym zespołem zapasowym. Wszystkie urządzenia połączone są szyną danych MIL-STD-1553B.
Zasilanie jest czerpane z 7 rozkładanych paneli ogniw słonecznych na arsenku galu, o mocy 3862 W (przy końcu misji). Energia jest gromadzona w akumulatorze NiH2 o pojemności 160 Ah.

## Kontrola
Do kontroli i sterowania położeniem satelita posiada m.in.:
- stabilizację trójosiową
- 8 kół reakcyjnych
- 8 silniczków do kierowania położeniem o ciągu 22,2 N, z zapasem 144,5 kg paliwa
- 2 odbiorniki GPS
- dwugłowicowy szukacz gwiazd
- bezwładnościową jednostkę odniesienia
- czujnik Słońca

Rozdzielczość ustawiania położenia wynosi 75 sekund łuku, z dokładnością 0,4 sekundy łuku.
Centrum kontroli misji znajduje się w siedzibie firmy, w Dulles, w USA, w stanie Virginia.
Centrum wspomagają stacje naziemne w Barrow (Alaska), Tromsø (Norwegia) i przy stacji antarktycznej Troll. Zapasową stacją naziemną jest Thornton.